# Didahe
Didahe (grčki: Διδαχή, Didakhḗ, "Nauk"; punim imenom: Διδαχὴ Κυρίου διὰ τῶν δώδεκα ἀποστόλων, Didakhḕ Kyríou dià tōn dṓdeka apostólōn, latinski: Doctrina duodecim apostolorum, "Nauk Gospodnji dvanaestorice apostola") ranokršćanski je spis. Većina stručnjaka kao vrijeme njegova nastanka navodi kraj prvog ili početak drugog stoljeća. Anonimno je to djelo više autora, jedna vrsta pastoralnog priručnika. Spis se sastoji od tri glavna dijela: moralnog, disciplinskog i liturgijskog. Neki su ga crkveni oci smatrali dijelom Novoga zavjeta, dok su ga drugi odbacivali kao neautentičan ili nekanonski, pa na kraju nije ušao u Novozavjetni kanon, osim u Etiopskoj crkvi čiji kanon sadrži spis Didascalia koji se temelji na spisu Didahe. Katolička crkva je Didahe prihvatila kao dio zbirke apostolskih otaca.